# Myten om det motsatta könet
Myten om det motsatta könet är en bok om könsroller av Ingemar Gens från 2007. 
Boken har uppmärksammats i bland annat Aftonbladet, Expressen, Göteborgs-Posten, Femina (intervju Om tjugo år har kvinnorna makten) och TV4.[källa behövs]